# Karol Pląskowski
Karol Teodor Pląskowski h. Oksza (ur. 30 sierpnia 1850 w Czarnem, zm. 25 września 1913 w Głodowie) – polski ziemianin i browarnik.

## Życiorys
Był synem Ignacego Kazimierza Pląskowskiego i Antoniny hr. Zboińskiej. Studiował na Akademii Technicznej w Berlinie i w Szkole Rolniczej w Grignon k. Paryża. Po zakończeniu edukacji, w 1877 r. otrzymał od ojca dobra w Głodowie i Konotopiach. W 1892 r. sprzedał Konotopie Witoldowi Czapskiemu. Po śmierci ojca w 1888 r. odziedziczył wieś Czarne, którą sprzedał w 1893 r. Teodorowi Dąbrowskiemu. Na dziedzictwo Karola składał się także pokaźny księgozbiór, odziedziczony po przodkach z rodziny Trembeckich, zawierający dzieła z XVI i XVII wieku, a także kolekcja portretów. W 1889 r. nabył wieś Bałdowo.
Karol Pląskowski był członkiem Gubernialnego Towarzystwa Rolniczego ziemi dobrzyńskiej i honorowym członkiem Towarzystwa Osad Rolnych i Przytułków Rzemieślniczych. W 1897 r. przekazał datki na rzecz budowy pomnika Adama Mickiewicza w Warszawie. Zlecił przeprowadzenie badań archeologicznych w celu odnalezienia ślady dawnego grodziska w Głodowie.
W latach 1886–1906 w miejscu dawnego dworu w Głodowie, na terenie parku założonego w 1820 r. przez Ignacego Piotra Pląskowskiego wzniósł nowy, eklektyczny dwór istniejący do dziś. Posiadał własną cegielnię. W 1912 r. ze składek ziemiańskich wzniósł rolniczą stację doświadczalną i obserwatorium meteorologiczne.

### Browar w Głodowie

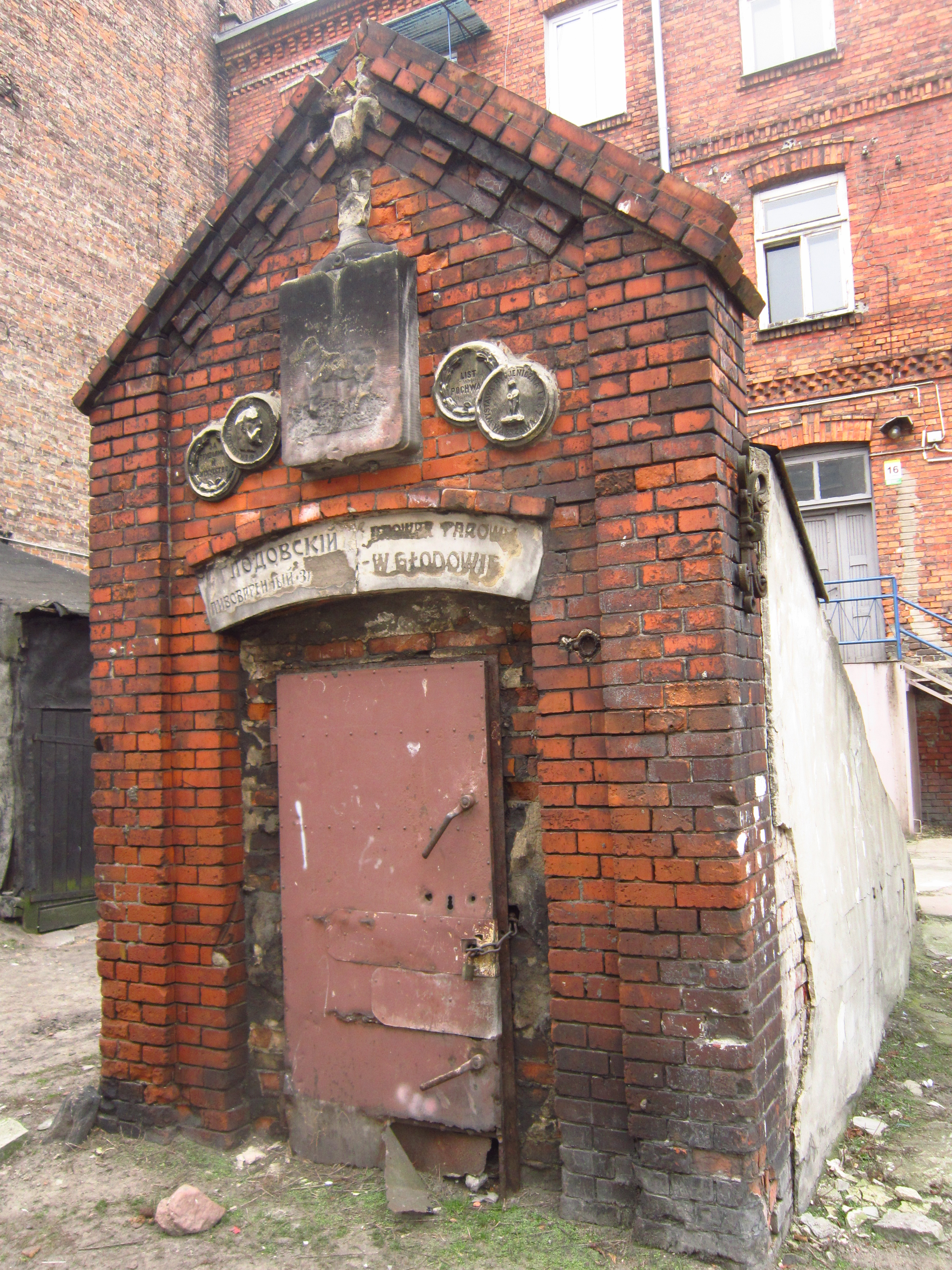
Pozostałości po składzie browaru Pląskowskiego we Włocławku

W czasie gdy Karol przejął Głodowo, istniał tam już browar, działający według starej technologii. Pląskowski postanowił stworzyć tu własną fabrykę. W tym celu zgłębienia wiedzy piwowarskiej, przez rok pracował w browarze w Tęczynie. Zwiedził także browary w Czechach, Anglii i Bawarii. Osobiście pomagał projektować browar, nadzorował także jego budowę.
Browar K. Pląskowskiego, budowany na wzór czeski, był pierwszym browarem parowym w Królestwie Kongresowym. Składał się z dwóch budynków połączonych wiszącym przejściem. W pierwszym budynku znajdowały się: kadź zacierna, kadź pomocnicza, aparatura służąca do warzenia, suszarnia, spichlerze i maszyna parowa o mocy 12 koni mechanicznych, zbudowana w Fabryce Towarzystwa Akcyjnego w Warszawie. W późniejszym czasie zakupiono nową maszynę o mocy 48 KM. W drugim gmachu znajdowały się: lodownie, chłodnice, piwnice lagrowe i kantor z wieżą zegarową. Dachy pokryto blachą cynową. Aparatura w browarze była wyprodukowana w czeskiej firmie Noback i Fritze. W 1880 r. używano tu lokomobila i młocarnia parowa angielskiej firmy Marshall Sons & Comp. z Gainsborough. W 1900 r. było tu już oświetlenie elektryczne, a obok fabryki urządzono pracownię mechaniczną, w której pracował sam Karol Pląskowski. W latach 1904–1910 zatrudniano tu 15 robotników, a wartość rocznej produkcji szacowano na 29 700 rubli. Później liczba robotników wzrosła do 18.
Pląskowski produkował piwo w trzech gatunkach: tzw. pojedyncze, lagrowe i bawarskie. Później dołączono do oferty piwa typu porter i bok. W ciągu ośmiu miesięcy produkowano 68 tysięcy wiader piwa. Firma posiadała swoje składy we Włocławku (obok Kościoła ewangelickiego), Lipnie, Rypinie, Dobrzyniu nad Wisłą, Łęcznie i w Skępem. Sprzedawano je w całej Polsce i za granicą. Butelki sygnowano napisem Piwo Głodowskie. K. P. Browar parowy.

## Życie prywatne
15 sierpnia 1881 r. w kolegiacie w Tumie poślubił Marię Aleksę Szamowską. Para doczekała się pięciorga dzieci: handlarza, żołnierza wojny polsko-bolszewickiej Stanisława Piusa (1883–1922); lekarza Zygmunta Celestyna (1884–1911); inż. rolnictwa, żołnierza I wojny światowej i społecznika Władysława Bonifacego (1886–1936); Eugenii Jadwigi, zamężnej Żenczykowskiej (ur. 1887) i Haliny Rafaeli, zamężnej Gruzielskiej (ur. 1892). Dzieci Karola Pląskowskiego otrzymały solidne wykształcenie. Maria Pląskowska była m.in. działaczką społeczną i inicjatorka powstania Koła Ziemianek, przekształcone później w Koło Gospodyń Wiejskich, do którego należały też jej córki.

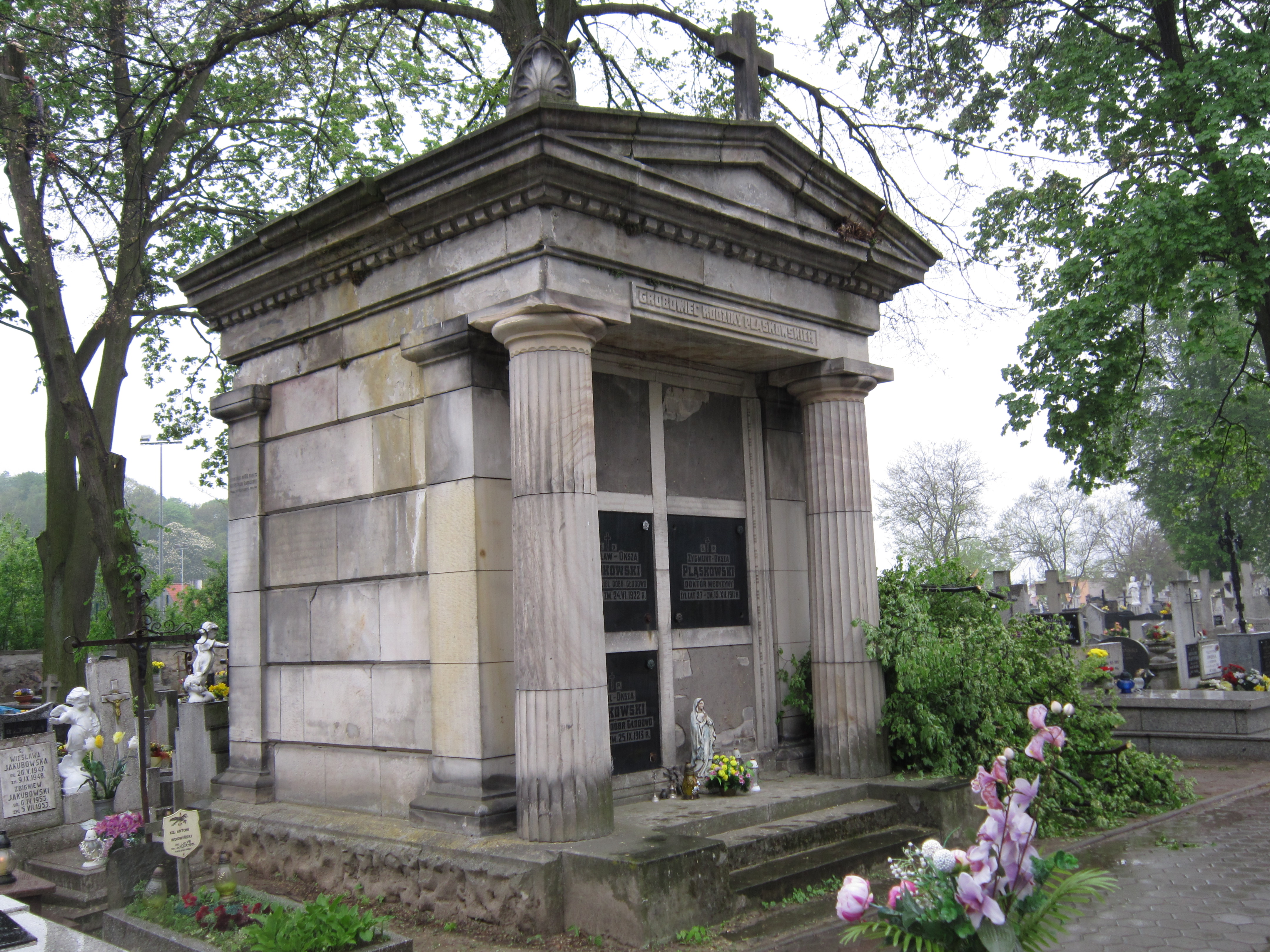
Grobowiec rodzinny Pląskowskich w Lipnie

W 1912 r. Karol Pląskowski polecił kamieniarzowi Franciszkowi Gontarskiemu z Włocławka wznieść rodzinny grobowiec na cmentarzu parafialnym w Lipnie, gdzie przeniesiono ciało jego syna Zygmunta. Sam zmarł 25 września 1913 roku i spoczął w tymże grobowcu.
Po jego śmierci wieś Bałdowo przejęła jego żona. W 1920 r. wieś odkupił ich syn Władysław Bonifacy, który w dwa lata później sprzedał ją państwu Turantom. Głodowo wraz z browarem należało do każdego z pozostałych przy życiu dzieci Karola, jednak na mocy upoważnienia jego zarządcą został Stanisław Pius. Po jego śmierci upoważnienie do zarządzania dobrami otrzymał Władysław Bonifacy. Ten próbował odnowić browar w Głodowie, jednak ostatecznie w 1927 r. sprzedał i opuścił ojcowiznę. W 1933 r. sprzedał także księgozbiór Trembeckich.